# Meges (Glashersteller)
Meges (altgriechisch Μεγες) war ein antiker Glasproduzent in römischer Zeit.
Meges war wahrscheinlich Inhaber eine Glashütte, in der formgeblasenes Glas hergestellt wurde. Wie auch die Glasproduzenten Jason und Neikais produzierte er in seiner Glashütte in der Tradition der noch fähigeren Meister Ennion und Aristeas. Das Signieren der Werke hat er wahrscheinlich von Ennion übernommen. Obwohl die Fundumstände der meisten Stücke kaum gesichert sind – von den ganz erhaltenen Gefäßen ist nicht eines sicher einem Fundort zuweisbar –, kann man davon ausgehen, dass die Hütte im syrisch-palästinensischen Raum anzusiedeln ist und die Produktionszeit in die mittleren Jahrzehnte des ersten Jahrhunderts zu datieren ist. Die Fundstücke weisen die für den Raum typische grün-gelbliche Tönung sowie die typische Verwitterungsschicht auf. Als Datierungshilfe dienen die in Glasqualität, Verwitterung und Art der Inschriften ähnlichen Glückwunsch- und Siegesbecher, die zum Teil aus gesicherten Fundzusammenhängen stammen.
Von Meges – seine Werke laufen unter Hardern-Gruppe C – sind nach aktuellem Stand wahrscheinlich nur zwei Becher erhalten. Er signiert mit der Inschrift ΜΕΓΕϹ ΕΠΟΗϹΕΝ ΜΝΗϹΘΗ Ο ΑΓΟΡΑϹΑϹ MEGES EPOESEN MNESTHE HO AGORASAS, deutsch ‚Meges machte es – Gedenke des Käufers‘. Ein Becher stammt aus Maroni (dem antiken Marium) bei Amathus auf Zypern, der andere, heute im Metropolitan Museum of Art, möglicherweise aus Nazareth beziehungsweise Scythopolis (heute Bet Sche’an, Israel).
Der Status des Meges ist unklar. Wahrscheinlich war er der Besitzer der Hütte, ebenfalls ist es wahrscheinlich, dass er auch aktiv in der Produktion mitarbeitete. Ob er wirklich der Schöpfer der erhaltenen Gefäße ist, ist ungewiss.